# 吉山英侍
吉山 英侍（よしやま えいじ、1998年11月20日 - )は、日本の俳優。長崎県出身。スターエースプロダクション所属。

## 来歴・人物
1998年11月20日生まれ、長崎県出身の俳優。TV、映画、広告など、マルチに活動。趣味・特技は、バスケットボール、水泳、キックボクシング、料理、歌唱、殺陣、スニーカー収集、読書、音楽鑑賞、洗濯、筋トレ。

## 出演作品

### ドラマ
- 奇跡体験!アンビリバボー 前代未聞の火事が発生 窮地を救ったヒーローとは？（2022年11月3日、フジテレビ）再現ドラマ - 消防防隊員 役
- 王様に捧ぐ薬指 2話（2023年4月25日、TBS）
- 真夏のシンデレラ(2023年7月10日 - 9月18日、フジテレビ）レギュラー
- おふくろフリーズドライ 金曜おふくろ劇場～食いしん坊息子とシングルマザーの18年（2023年8月11日、テレビ東京）再現ドラマ - 拓也さんの兄役

### 映画
- 翔んで埼玉 〜琵琶湖より愛をこめて〜（2023年11月23日、東映）- 白鵬堂学院 野球部男子生徒 役

### CM
- アイセイEverColor1day「1mmも動かない新木優子」篇（2023年3月28日 - ）
- マイナビ予約リストWEBムービー - ヒロキ役（2023年2月 - ）

### バラエティほか
- ザ!世界仰天ニュース 一世を風靡したジュエリー店・ココ山岡 10万人が巻き込まれた詐欺事件の裏側（2022年10月4日、日本テレビ）再現VTR - 若手社員役
- 全力!脱力タイムズ本当にあった！奇跡のあま～いロマンス「とても萌えるプロポーズ・・・」（2022年12月16日、フジテレビ）- 潤役